# Sajith Premadasa
Sajith Premadasa (en singhalais : සජිත් ප්‍රේමදාස , tamoul : சஜித் பிரேமதாச ), né le 12 janvier 1967 à Colombo, est un homme politique sri-lankais. 
Il est le fils de l'ancien président Ranasinghe Premadasa.

## Biographie

### Enfance et études à l'étranger
Sajith Premadasa est né le 12 janvier 1967, de Ranasinghe Premadasa, alors ministre de la Radiodiffusion et député du district de Colombo et de son épouse Hema Premadasa. Il avait une sœur, Dulanjali. 
Son père est Premier ministre de 1977 à 1989, puis président du Sri Lanka en 1989, jusqu'à son assassinat en 1993.
Diplômé de la London School of Economics (LSE) et de l'Université de Londres, son diplôme couvrait les domaines de l'économie, de la politique et des relations internationales. Aux États-Unis, il a fait un stage dans les relations étrangères sous la direction du sénateur Larry Pressler, un républicain du Dakota du Sud. 
Premadasa a rencontré de nombreux autres sénateurs influents, dont John McCain et l'ancien candidat à la présidentielle John Kerry. Alors qu'il terminait sa maîtrise aux États-Unis, il est rentré au Sri Lanka après la mort de son père.

### Election présidentielle 2019
Candidat du Nouveau Front démocratique à l'élection présidentielle du 16 novembre 2019, il obtient 41,99 % des voix et est battu par Gotabaya Rajapaksa.

## Mandats politique

### Parlementaire (depuis 2000)
Il a remporté son poste de député, dans le district de Hambantota, avec 82% des votes aux élections législatives de 2000, 84% aux élections législatives de 2004, 89% aux élections législatives de 2010 et 86% aux élections législatives de 2015.

### Ministre du Logement (2015-2019)
En tant que ministre du Logement, il a lancé plusieurs projets nationaux de logement pour les familles à faible et moyen revenu. Il s'agit notamment de Gamudawa, des résidences Jalthara Green Valley, Homagama Mount Clifford. 
Avec l'ajout de la construction à son portefeuille, il a lancé l'objectif Shelter For All 2025 et a fourni plus de 65 000 maisons à des familles à faible revenu dans plus de 2 500 villages.

### Chef de l'opposition (depuis 2020)
Le 3 janvier 2020, il est nommé chef de l'opposition. Avec cette nomination, il est automatiquement membre du Conseil constitutionnel du Sri Lanka.
Candidat à l'élection présidentielle srilankaise de 2022, il retire sa candidature pour soutenir celle de Dullas Alahapperuma,.